# Hệ số biến thiên
Hệ số biến thiên là một đại lượng thống kê mô tả dùng để đo mức độ biến động của tương đối của những tập hợp dữ liệu chưa phân bổ có giá trị bình quân khác nhau. Hệ số này được tính bằng cách lấy độ lệch chuẩn chia cho giá trị trung bình. Giữa 2 tập hợp dữ liệu, tập nào có hệ số biến thiên lớn hơn là tập có mức độ biến động lớn hơn. Nhược điểm của hệ số biến thiên khi dùng để đo mức độ biến động là nếu giá trị bình quân gần 0 thì chỉ một biến động nhỏ của giá trị bình quân cũng có thể khiến cho hệ số này thay đổi lớn. Ưu điểm của nó là có thể dùng để so sánh mức độ biến động của 2 tập dữ liệu có giá trị bình quân khác nhau.
Một quy tắc dựa trên thực nghiệm (rule of thumb) được áp dụng khi đánh giá mức độ biến động của riêng một tập dữ liệu là nếu hệ số biến thiên nhỏ hơn 1 thì tập dao động nhỏ, nếu lớn hơn 1 thì tập dao động lớn.